# 나이 (악기)

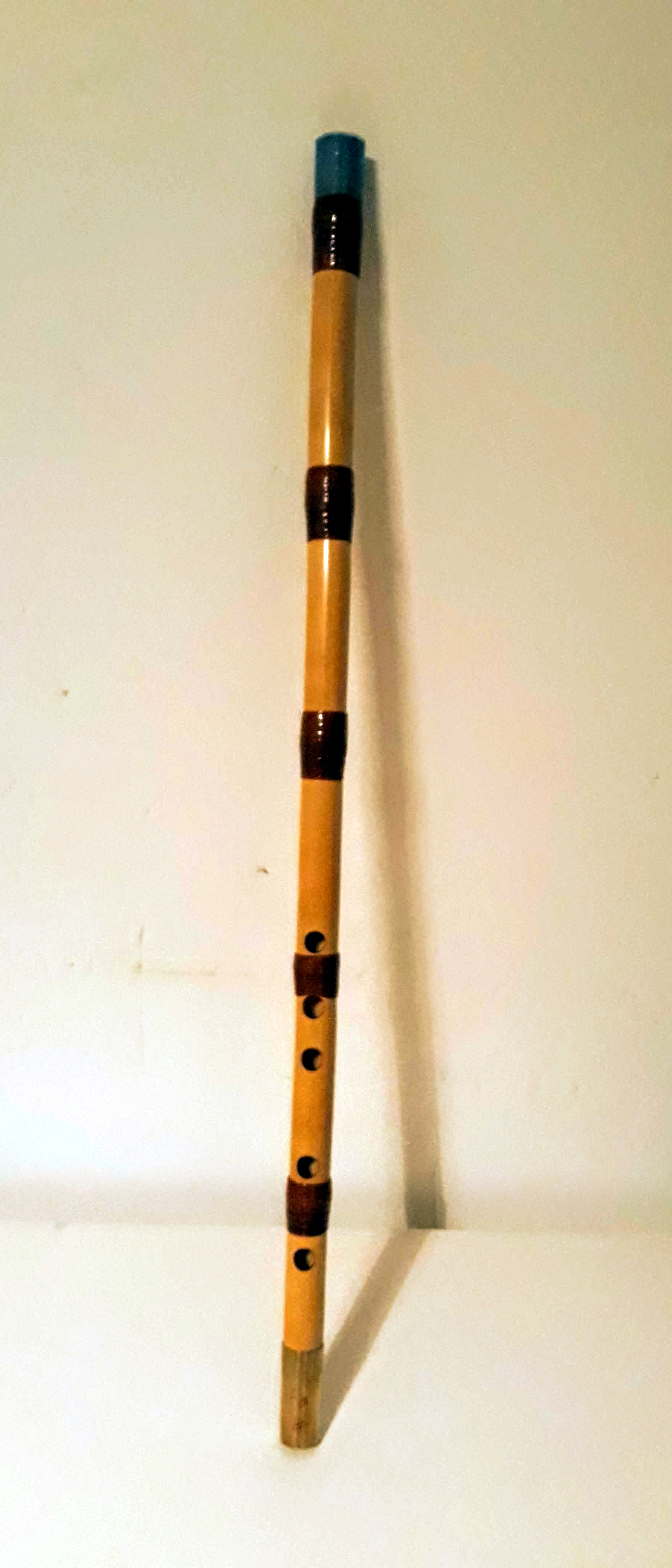
이란식 나이

나이(페르시아어: نی, 아랍어: ناي) 또는 네이(튀르키예어: Ney)는 중동 음악에서 널리 사용되는 목관악기이자 플루트의 일종이다. 이란, 아랍 세계, 터키에서 걸쳐 전통적인 악기로 널리 사용되고 있으며 민속 음악과 고전 음악 모두에서 중요한 악기로 여겨진다.

## 구조
나이는 최소 4,500년에서 5,000년 전부터 연주했을 정도로 세계에서 오랜 역사를 가진 악기 가운데 하나로 분류된다. 특히 기원전 3000년경에 건설된 고대 이집트 시대의 왕의 무덤에 그려진 벽화에도 나이를 연주하는 모습이 그려져 있다. 나이라는 이름은 "갈대"라는 뜻을 가진 페르시아어 단어에서 유래된 이름이다.
전형적인 이란식 나이는 바깥쪽에 지공이 뚫려 있고 안쪽이 비어 있는 원기둥 모양을 띠고 있다. 때로는 목재를 외부의 손상으로부터 보호하고 보다 날카롭고 오랫동안 연주할 수 있는 가장자리를 만들기 위해 악기 상단에 금속, 뿔, 플라스틱으로 만든 마우스피스를 장착하기도 한다. 나이는 앞쪽에 5 ~ 6개에 달하는 지공이 나와 있고 뒤쪽에는 엄지손가락을 위한 1개의 지공이 나와 있다. 나이는 전통적으로 갈대로 만들지만 오늘날에는 금속이나 플라스틱으로 만들기도 한다. 나이의 길이는 지역마다 서로 다른 편인데 이란식 나이는 40 ~ 80cm, 아랍식 나이는 32 ~ 81cm, 터키식 나이는 52 ~ 140cm에 달한다.
아랍식 나이의 음계는 맨 아래쪽에 있는 지공을 하나씩 열 때마다 서양 음악의 평균율과 같은 서로 다른 음을 띠는데 마후르(Mahur, 도), 두카흐(Dukah, 레), 부셀리크(Buselik, 미), 차르가(Chargah, 파), 나와(Nawa, 솔), 후사이니(Husayni, 라), 아잠(Ajam, 시), 카르단(Kardan, 도)가 이에 해당한다. 터키식 나이의 음계는 라스트(Rast, 솔), 뒤가흐(Dügâh, 라), 부셀리크(Bûselik, 시), 차르가흐(Çârgâh, 도), 네바(Nevâ, 레), 휘세이니(Hüseynî, 미), 아젬(Acem, 파), 게르다니예(Gerdâniye, 솔)로 이어지는 음을 띤다.
네이는 악기 상단을 입술 한 쪽에 치우치도록 댄 다음에 세로 방향으로 비스듬하게 세워서 연주한다. 나이가 내는 음높이는 지역과 손가락의 배열에 따라 서로 다른 편이다. 고도로 숙련된 나이 연주자는 3옥타브 이상까지 도달할 수 있지만 다양한 음높이 범위를 연주하거나 그 외의 다스타가·마캄에서 기술적으로 어려운 구절을 쉽게 연주하기 위해 여러 보조 연주자와 함께 연주하는 것이 일반적이다.

## 사진

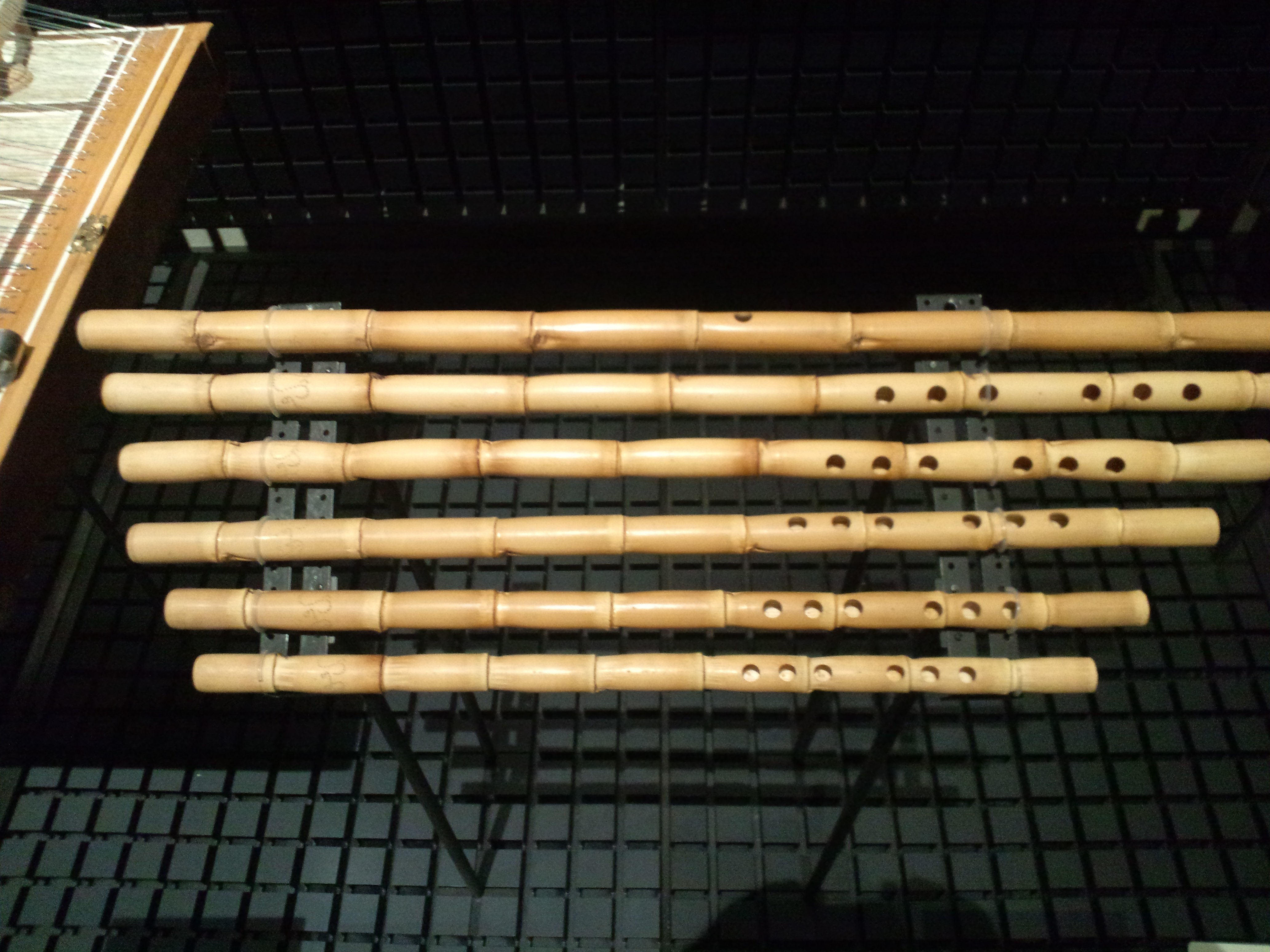
아랍식 나이
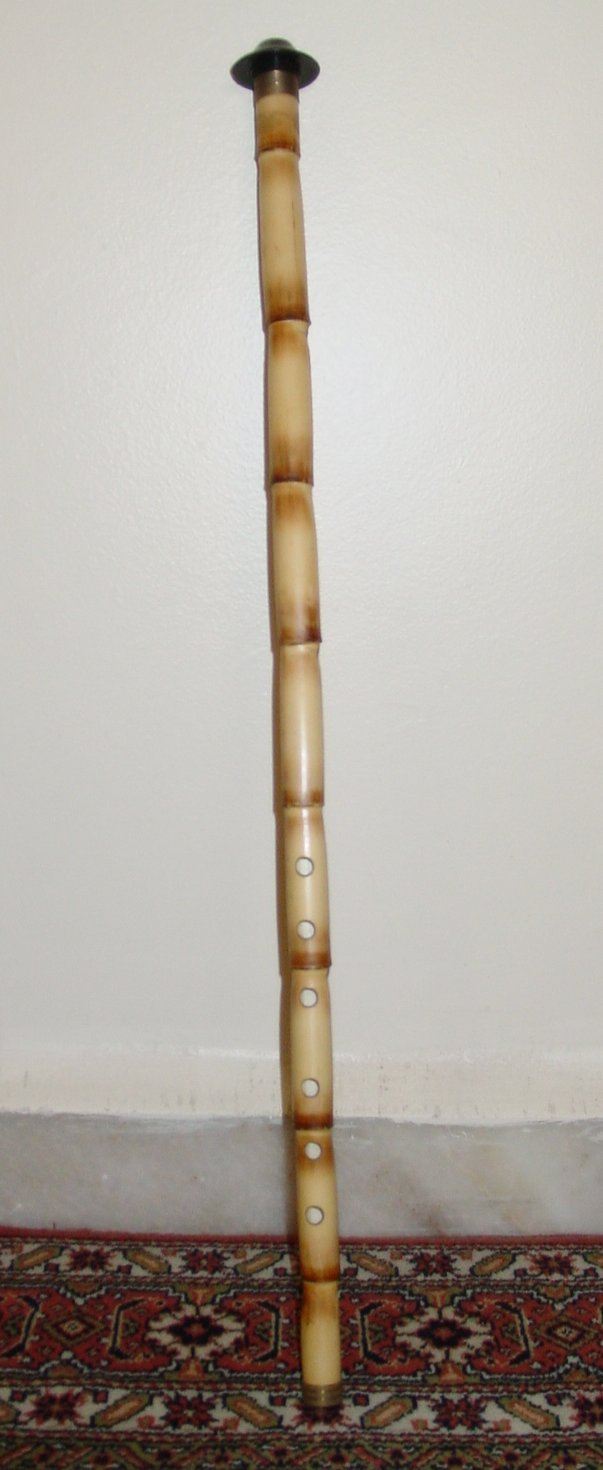
터키식 나이

## 같이 보기
- 이란의 음악
- 틴 휘슬